# O dzielnym krawczyku (film)
O dzielnym krawczyku (niem. Das tapfere Schneiderlein) – niemiecki film familijny z 2008 roku, należący do cyklu filmów telewizyjnych Najpiękniejsze baśnie braci Grimm. Film jest adaptacją baśni braci Grimm pt. O dzielnym krawczyku.

## Fabuła
Pewien ubogi krawczyk imieniem David, przypadkiem jednym ruchem ręki zabija siedem much. Pragnie by cały świat dowiedział się o jego bohaterstwie - pokonaniu siedmiu przeciwników. Wyrusza więc w daleką podróż.

## Obsada
- Kostja Ullmann: krawiec David
- Axel Milberg: król Ernst
- Karoline Schuch: księżniczka Paula
- Dirk Martens: pierwszy minister Klaus
- Hannelore Hoger: Bäuerin
- Timo Dierkes: olbrzym Lothar
- Marleen Lohse: Frederike
- Heike Falkenberg: matka Friederike

## Plenery
Zdjęcia kręcono w Hamburgu oraz na zamku w Ahrensburgu (Szlezwik-Holsztyn), a także na terenie Dolnej Saksonii.